# Pegida Suiza
Pegida Suiza se lanzó el 9 de enero de 2015, dos días después de los ataques de Charlie Hebdo, con Ignaz Bearth como portavoz . Es la rama suiza del movimiento alemán Pegida (Patriotische Europäer gegen die Islamisierung des Abendlandes, en inglés Patrióticos Europeos contra la islamización de Occidente). Según Marco Lüssi de 20 Minuten, Lutz Bachmann escribió en una publicación de Facebook el 5 de marzo de 2016 que Ignaz Bearth "había aceptado irse de Pegida hace meses y de ninguna manera es un representante de nuestro movimiento burgués". Esto significa que Bearth ya no es bienvenido como orador en ningún mitin de Pegida en cualquier parte del mundo.
Hay algunos antecedentes de la historia. En enero de 2015, los medios de comunicación acusaron a Ignaz Bearth de haber comprado Me gusta para su página de Facebook. La razón: el reportero Sebastian Sele de la revista Vice afirmó que cuando usó la herramienta de me gusta de Facebook de la revista Stern  para ver qué mostraba sobre la página de Facebook de Ignaz Bearth, mostró que el 43% de los me gusta de la página de Ignaz Bearth eran de India. Ignaz Bearth acordó, por "el bien del movimiento", renunciar a su papel como portavoz de Pegida Suiza
Mike Spielmann y Tobias Steiger ahora han asumido el papel de hacer comunicación oficial con Dresde para Pegida Suiza. Spielmann y Steiger tienen planes de hacer de Pegida Suiza un partido político de pleno derecho "en consulta con [el liderazgo de Pegida en] Dresde".